# Powerviolence
Il powerviolence o più raramente power violence è un sottogenere estremo dell'hardcore punk fortemente legato ad altri sottogeneri estremi come thrashcore e grindcore.

## Storia
Il termine power violence è comparso per la prima volta nella canzone Hispanic Small Man Power (H.S.M.P.) dei pionieri del genere Man Is the Bastard.
Le origini del genere possono esser fatte risalire essenzialmente a due dischi: Dropdead dei Siege, definiti dal batterista dei Metallica Lars Ulrich come il gruppo più veloce avesse mai sentito e lo split Lärm/Stanx – Campaign For Musical Destruction / No Secrets, entrambi usciti nel 1984.
La prima forma di powerviolence fu sperimentata alla fine degli anni ottanta dal gruppo hardcore punk Infest a sua volta ispirato da band quali i Discharge, gli Heresy e i Ripchord che nel 1988 escono con il 12″ Slave per l'etichetta svizzera Off The Disk Records di Erich Keller cantante del gruppo grindcore Fear Of God.
In seguito, nei primi anni novanta, il microgenere si sviluppò in una forma più stabile grazie a gruppi come Man Is the Bastard, Crossed Out, No Comment, Capitalist Casualties e Manpig. Questi complessi erano solitamente influenzati da Siege, Deep Wound, Cryptic Slaughter, Septic Death, Dirty Rotten Imbeciles e dai primi Corrosion of Conformity, tutti solitamente definiti thrash o thrashcore.
Per la crescita del genere fu fondamentale l'operato dell'etichetta Slap-a-Ham Records, di proprietà del bassista e cantante degli Spazz Chris Dodge, che pubblicò vari album dei Neanderthal, No Comment, Crossed Out, Infest, Spazz, le compilations Bllleeeeaaauuurrrrgghhh! - The Record, Son Of Bllleeeeaaauuurrrrgghhh! e Bllleeeeaaauuurrrrgghhh! - A Music War. Sempre la Slap-a-Ham Records organizzava il festival annuale Fiesta Grande al 924 Gilman di Berkeley.

## Stile e caratteristiche
Musicalmente, la maggior parte delle band si concentra sulla velocità, su canzoni di breve durata e sui costanti cambiamenti di tempo, con tracce che talvolta arrivano a durare meno di 30 secondi.
Tra i gruppi più rappresentativi del genere possono esser citati i Crossed Out, gli Assück, gli Infest, i Man is the Bastard, gli Spazz, i Lack of Interest, i Capitalist Casualties, i Despise You, i Dudman, i Fuck On The Beach, gli Hellnation, i tedeschi Stack, i francesi Coche Bomba e Öpstand.
Per quanto riguarda l'Italia sono degni di nota i bolognesi Repulsione , i modenesi Egotismo  e Society of Jesus , i padovani Strage  e i romani Coloss .